# Dorothy Tyler-Odam
Dorothy Tyler-Odam (Stockwell, Regne Unit 1920 - 26 de setembre de 2014) fou una atleta britànica guanyadora de dues medalles olímpiques.

## Biografia
Va néixer el 14 de març de 1920 a la ciutat de Stockwell, població situada al Gran Londres.

## Carrera esportiva
Especialista en salt d'alçada, va participar als 16 anys en els Jocs Olímpics d'Estiu de 1936 realitzats a Berlín (Alemanya nazi), on va aconseguir guanyar la medalla de plata. Després del parèntesi realitzat en els Jocs per la Segona Guerra Mundial va participar en els Jocs Olímpics d'Estiu de 1948 celebrats a Londres (Regne Unit), on va aconseguir revalidar la seva medalla de plata dotze anys després i on establí un nou rècord olímpic amb un salt de 1.68 metres, realitzant el mateix salt que la campiona nord-americana Alice Coachman, la primera esportista negra en aconseguir una medalla d'or. En els Jocs Olímpics d'Estiu de 1952 realitzats a Hèlsinki (Finlàndia) finalitzà setena i en els Jocs Olímpics d'Estiu de 1956 finalitzà dotzena.
Al llarg de la seva carrera guanyà tres medalles en els Jocs de l'Imperi Britànic, dues d'elles d'or.